# Litoria dorsalis
Litoria dorsalis és una espècie de granota del gènere Litoria de la família dels hílids. Originària de Papua Nova Guinea i Indonèsia.